# You Have Killed Me
«You Have Killed Me» —en español: «Me mataste»— es una canción del cantante británico Morrissey. Fue lanzado el 27 de marzo de 2006, como el primer sencillo de su álbum Ringleader of the Tormentors. La canción fue compuesta por Morrissey y Jesse Tobias. Alcanzó la tercera ubicación de la lista de sencillos del Reino Unido. Morrissey dijo en una entrevista, que presenta “una marcada diferencia en el sonido” influenciada por el trabajo de Tobías, mientras que la revista Billboard lo describió como un "efectista primer sencillo ".
La letra hace referencia a Accattone, una película de 1961 de Pier Paolo Pasolini que habla sobre la prostitución en los barrios pobres de Roma, en sus dos primeras líneas (“Pasolini soy yo” / “Accattone serás”). 
La canción también menciona a Luchino Visconti y Anna Magnani. 

## Lista de canciones
CD1
1. «You Have Killed Me» (Morrissey/Tobias)
2. «Good Looking Man About Town» (Morrissey/Whyte)

CD2
1. «You Have Killed Me» (Morrissey/Tobias)
2. «Human Being» (Johansen/Thunders)
3. «I Knew I Was Next» (Morrissey/Tobias)
4. «You Have Killed Me» (Video)

7"
1. «You Have Killed Me» (Morrissey/Tobias)
2. «Good Looking Man About Town» (Morrissey/Whyte)

Sencillo en CD en Estados Unidos y Canadá
1. «You Have Killed Me» (Morrissey/Tobias)
2. «Human Being» (Johansen/Thunders)
3. «Good Looking Man About Town» (Morrissey/Whyte)
4. «I Knew I Was Next» (Morrissey/Tobias)

## Posicionamiento en listas
| Lista (2006)                       | Mejor posición |
| ---------------------------------- | -------------- |
| Alemania (Media Control AG)        | 65             |
| Canadá (Canadian Singles Chart)    | 3              |
| Dinamarca (Tracklisten)            | 3              |
| European Hot 100                   | 23             |
| Finlandia (OFC)                    | 5              |
| Francia (SNEP)                     | 69             |
| Irlanda (IRMA)                     | 9              |
| Italia (FIMI)                      | 22             |
| Países Bajos (Mega Single Top 100) | 58             |
| Reino Unido (UK Singles Chart)     | 3              |
| Suecia (Sverigetopplistan)         | 8              |